# Río Longyear
El río Longyear (en noruego Longyearelva) es un arroyo que discurre por el valle Longyear. Atraviesa la localidad noruega de Longyearbyen, en las islas Svalbard. Desemboca en el Adventfjorden. Recibe su nombre del empresario estadounidense John Munro Longyear. 